# Aartsbisdom Bhopal
Het aartsbisdom Bhopal (Latijn: Archidioecesis Bhopalensis) is een rooms-katholiek aartsbisdom met als zetel Bhopal, in India. De aartsbisschop van Bhopal is metropoliet van de kerkprovincie Bhopal, waartoe ook de volgende suffragane bisdommen behoren:
- Gwalior
- Indore
- Jabalpur
- Jhabua
- Khandwa
- Sagar (Syro-Malabar)
- Satna (Syro-Malabar)
- Ujjain (Syro-Malabar)

## Geschiedenis
Het aartsbisdom werd opgericht op 13 september 1963, uit delen van de bisdommen Ajmer-Jaipur, Indore en Jabalpur. 

## Parochies
Het aartsbisdom had in 2020 een oppervlakte van 20.387 km2 en telde 5.550.530 inwoners waarvan 0,3% rooms-katholiek was.

## Aartsbisschoppen
- Eugene Louis D’Souza (13 september 1963 - 20 mei 1994)
- Paschal Topno (20 mei 1994 - 15 juni 2007)
- Leo Cornelio (15 juni 2007 - 4 oktober 2021)
- Alangaram Arockia Sebastian Durairaj (4 oktober 2021 - heden)

Bhopal (aartsbisdom) · Gwalior · Indore · Jabalpur · Jhabua · Khandwa · Sagar (Syro-Malabar) · Satna (Syro-Malabar) · Ujjain (Syro-Malabar)